# نماتومنیا
نماتومنیا (نام علمی: Nematomenia) نام یک سرده از رده شیارشکمان است.